# Christaturm
La Christaturm  è una cima di 2 170 m slm nella catena montuosa del Wilder Kaiser in Tirolo, che si estende a est su una suggestiva parete rocciosa di calcare del Wetterstein. La montagna si trova nel comune di Kirchdorf in Tirolo. La vetta prende il nome dal primo scalatore che vi salì: Emanuel Christa.

## Geografia
Vista da est, la Christaturm è un'imponente torre di roccia, con pareti alte fino a 200 metri, che si tuffa nella Steinerne Rinne. Questa separa la cima dal Predigtstuhl sul lato est . A ovest si trova il Totenkirchl, che può essere raggiunto dalla Christaturm attraverso la Winklerscharte. Dietro di essa, si trova un grande circo roccioso, l' Hohe Winkel. A nord, dopo la Fleischbankscharte, si trova il Fleischbank, seguito dall'Hintere Karlspitze sul lato sud.

## Alpinismo
Il versante est della Christaturm è una delle montagne più famose per l'arrampicata nelle Alpi calcaree settentrionali. Presenta percorsi di arrampicata che hanno fatto la storia dell'alpinismo. La via normale odierna (utilizzata principalmente per la discesa) corre sopra la Steinerne Rinne, appena sotto l'Ellmauer Tor (versante nord), diramandosi a ovest del percorso segnalato, inizialmente su un campo di ghiaioni su un sentiero (avvicinamento) fino alla parete est dell'Hintere Karlspitze e da lì attraverso un canalone simile a una gola (Herrweg, marcature e spit, II, tratto più lungo III+) fino a rocce erbose e terreno più facile da percorrere e attraverso una sella sul versante sud oltrepassando la Christaturm sul suo dorso e diramandosi dal sentiero per il Fleischbank fino alla Christascharte . Qui inizia la salita alla vetta (III grado di difficoltà), la croce di vetta si raggiunge tramite una rampa e un canalone (spit). Il tempo necessario dall'Ellmauer Tor alla vetta è di circa un'ora e un quarto.
In alternativa, l'accesso alla rampa di vetta è raggiungibile anche dall'Hintere Karlspitze (livello di difficoltà II). Dalla croce di vetta sull'Hintere Karlspitze, si segue la cresta in direzione nord-ovest verso la Winklerscharte (cresta verso il Totenkirchl) fino a quando tracce evidenti sul versante nord conducono giù per un terrazzo ghiaioso e un canalone roccioso fino al sentiero di collegamento Fleischbank-Winklerscharte. Da questo sentiero e da una diramazione si raggiunge la Christascharte (inizialmente su rocce, il restante tratto sotto la Christascharte è su un buon sentiero). Il tempo necessario dalla croce di vetta sull'Hintere Karlspitze alla vetta è di circa un'ora e un quarto.